# Empoasca medora
Empoasca medora är en insektsart som beskrevs av Delong 1932. Empoasca medora ingår i släktet Empoasca och familjen dvärgstritar. Inga underarter finns listade i Catalogue of Life.